# Chiasmocleis albopunctata
Chiasmocleis albopunctata е вид жаба от семейство Тесноусти жаби (Microhylidae). Видът не е застрашен от изчезване.

## Разпространение
Разпространен е в Боливия, Бразилия и Парагвай.

## Описание
Популацията на вида е стабилна.